# キッツ
株式会社キッツ（英: KITZ CORPORATION）は、東京都港区に本社を置くバルブ・システム機器等の流体制御機器の製造メーカー。東証プライム上場。

## 沿革
- 1951年 - 北澤工業株式会社（のち東洋バルヴ株式会社、長野県諏訪市）常務取締役で会長北澤國男の長男、北澤利男が同社から独立し、「株式会社北澤製作所」（本社：東京都北区）を設立。山梨県北巨摩郡日野春村長坂上条（現・北杜市長坂町長坂上条）に長坂工場を開設。
- 1962年 - 商号を（旧）「株式会社北澤バルブ」（英文社名KITAZAWA VALVE Co.,LTD.）に変更。
- 1972年 - 長野県諏訪市四賀に諏訪工場を開設。
- 1973年 - 長野県伊那市東春近に伊那工場を開設。
- 1974年 - 東京都港区南青山に本社移転。
- 1975年 - 商号を「株式会社北沢バルブ」に変更。関連会社株式会社東洋金属の工場として長野県茅野市宮川に茅野工場を開設。
- 1977年 - 東京証券取引所2部上場の「不二家電機株式会社」に合併。不二家電機は不二家傍系のオーディオメーカーだったが、合併においては北沢側が主導権を握った。不二家電機の商号を（新）「株式会社北沢バルブ」に変更。
- 1978年 - コーポレートブランドを「キッツ」（英文社名KITZ CORPORATION,KITZ=KITAZAWA）に変更。
- 1984年 - 東京証券取引所1部に上場。
- 1985年 - 北澤利男会長と清水雄輔社長の親子体制スタート。
- 1990年 - 流しの下に取り付けるアンダーシンク型の家庭用浄水器「オアシックス」を発売。
- 1991年 - 株式会社東洋金属を合併。
- 1992年
  - 「株商号を式会社キッツ」に変更し、千葉市美浜区に本社移転。
  - 「キッツレーシングチームwithSARD」。ル・マン24時間レースで9位、JSPCSUGO500kmで3位、富士1000kmで3位。
- 2001年 - 清水雄輔会長と小林公雄社長の新経営体制スタート。
- 2004年 - 完全子会社の株式会社キッツマテリアルが東洋バルヴ株式会社および同社子会社の株式会社トーバルエンジ（長野県茅野市金沢）のバルブ事業を譲り受け、社名を「東洋バルヴ株式会社」に改称（本社・東京都中央区日本橋人形町、本店・長野県茅野市金沢）。伸銅品事業部（茅野工場）を「株式会社キッツメタルワークス」（本社・長野県茅野市宮川）に、MF事業部（諏訪工場）を「株式会社キッツマイクロフィルター」（本社・千葉県千葉市美浜区）に分社[3]。
- 2008年 - 小林公雄会長と堀田康之社長の新経営体制スタート。
- 2012年 - 東洋バルヴ株式会社の生産部門を承継し、茅野工場とする。
- 2014年 - スポーツクラブ「キッツスポーツスクエア」を運営する株式会社キッツウェルネスの全株式をダンロップスポーツ株式会社に売却、株式会社キッツウェルネスは株式会社ダンロップスポーツウェルネスとなる[注釈 1]。
- 2023年11月 - 本社を森トラスト・住友不動産が所有する東京都港区東新橋の東京汐留ビルディングに移転[2][4]。

## グループ会社
- 東洋バルヴ株式会社
- 株式会社清水合金製作所
- 株式会社キッツエスシーティー
- 三吉バルブ株式会社
- 株式会社キッツエンジニアリングサービス（KESCO）
- 株式会社キッツメタルワークス
- 株式会社キッツマイクロフィルター - 浄水器等精密ろ過膜製品製造
- ワイケイブイ株式会社
- KITZ (Thailand) Ltd.
- 台湾北澤(KITZ Corporation of Taiwan)
- 北澤精密機械(昆山)有限公司(KITZ Corporation of Kunshan)
- 北澤閥門(昆山)有限公司(KITZ Corporation of Jiangsu Kunshan)
- 上海開滋国際貿易有限公司(KITZ Corporation of Shanghai)
- 連雲港北澤精密閥門有限公司(KITZ Corporation of Lianyungang)
- 北澤半導体閥門（昆山）有限公司(KITZ SCT Corporation of Kunshan)
- KITZ Corporation of America
- KITZ SCT America Corporation
- KITZ Corporation of Europe, S.A.
- KITZ Europe GmbH
- Perrin GmbH
- KITZ Corporation of Asia Pacific Pte. Ltd.
- KITZ Valve & Actuation Singapore Pte. Ltd.
- 株式会社キッツジーアンドアイ
- 株式会社 ホテル 紅や

など28社
社会公益
- 公益財団法人北澤美術館
- 公益財団法人北澤育英会